# Indijska smokva
Indijska smokva (indijska opuncija , lat. Opuntia ficus-indica), korisni grm iz roda opuncija, porodica kaktusovki, nije u nikakvoj vezi sa smokvama. Ova vrsta raširena je po Novom svijetu (Karibi, Sjeverna Amerika) i Oceaniji.

## Sinonimi
- Cactus ficus-indica L.
- Opuntia amyclaea Ten.
- Opuntia compressa auct. non J.F. Macbr.
- Opuntia joconostle F.A.C. Weber ex Diguet
- Opuntia megacantha Salm-Dyck
- Opuntia paraguayensis K. Schum.
- Opuntia undulata Griffiths
- Platyopuntia apurimacensis F. Ritter
- Platyopuntia cordobensis (Speg.) F. Ritter

## Vanjske poveznice
|  | Zajednički poslužitelj ima stranicu o temi Opuntia ficus-indica    |
|  | Zajednički poslužitelj ima još gradiva o temi Opuntia ficus-indica |
|  | Wikivrste imaju podatke o taksonu Opuntia ficus-indica             |